# Pseudomicrocentria
Genre
Pseudomicrocentria est un genre d'araignées aranéomorphes de la famille des Linyphiidae.

## Distribution
Les espèces de ce genre se rencontrent en Afrique subsaharienne et en Asie du Sud-Est.

## Liste des espèces
Selon World Spider Catalog (version 21.0, 15/06/2020) :
- Pseudomicrocentria minutissima Miller, 1970
- Pseudomicrocentria simplex Locket, 1982
- Pseudomicrocentria uncata Tanasevitch, 2020

## Publication originale
- Miller, 1970 : Spinnenarten der Unterfamilie Micryphantinae und der Familie Theridiidae aus Angola. Publicações culturais, Companhia de Diamantes de Angola, vol. 82, p. 75-166.